# Botorpegöl (Hallingebergs socken, Småland)
Botorpegöl är en sjö i Västerviks kommun i Småland och ingår i Storån-Botorpsströmmens kustområde.